# Bryan Pitton
Bryan Pitton (ur. 26 stycznia 1988 w Mississauga, Ontario) – kanadyjski hokeista.
Jego brat Jason (ur. 1986) także jest hokeistą (napastnikiem). Obaj z racji pochodzenia posiadają także włoskie obywatelstwo. Wspólnie występowali w kilku klubach (w USA i Szkocji). W 2013 jego żoną została Katie DuPriest.

## Kariera
- Wellington Dukes (2004-2005)
- Brampton Battalion (2005-2008)
- Springfield Falcons (2008)
- Stockton Thunder (2008-2011)
  -  Oklahoma City Barons (2010-2011)
- Bakersfield Condors (2011-2012)
- Fife Flyers (2012-2013)
- Allen Americans (2013-2014)
- Ciarko PBS Bank KH Sanok (2014-2015)
- Brampton Beast (2015-2017)
- St. John’s IceCaps (2016)
- Brantford Blast (2017/2018)

Występował w kanadyjskich juniorskich rozgrywkach OPJHL, następnie od 2005 przez trzy lata w OHL w ramach CHL. W międzyczasie, w drafcie NHL z 2006 został wybrany przez Edmonton Oilers (w późniejszym czasie był w składzie tej drużyny, lecz nie zadebiutował w meczu NHL). Od 2008 występował w amerykańskich ligach ECHL i AHL, od 2012 przez rok w Europie w brytyjskiej EIHL (w szkockim zespole Fife Flyers z miasta Kirkcaldy), a od 2013 ponownie w USA w lidze CHL. Z drużyną w sezonie 2013/2014 zdobył mistrzostwo tej ligi. Od czerwca 2014 zawodnik polskiego klubu Ciarko PBS Bank KH Sanok w rozgrywkach PHL. W sezonie Polska Hokej Liga (2014/2015) uzyskał najlepszy w tej edycji wynik w czasie bez straty gola (251 min. 35 sek.). W meczu 13 lutego 2015 uzyskał trzy asysty przy golach. Odszedł z klubu po zakończeniu sezonu. Od września 2015 zawodnik Brampton Beast w lidze ECHL. Od połowy października 2016 zawodnik St. John’s IceCaps w lidze AHL. Wkrótce, pod koniec tego miesiąca powrócił do Brampton Beast, a pod koniec grudnia 2016 ponownie przekazany do St. John’s IceCaps. W lutym 2017 zwolniony z Brampton. W sezonie 2017/2018 grał w drużynie Brantford Blast w rozgrywkach Allan Cup Hockey.

## Sukcesy
Klubowe
- Emms Trophy – mistrzostwo dywizji OHL: 2006, 2008 z Brampton Battalion
- Ray Miron President’s Cup – mistrzostwo CHL: 2014 z Allen Americans
- Finał Pucharu Polski: 2014 z Ciarko PBS Bank KH Sanok

Indywidualne
- ECHL 2010/201:
  - Najlepszy bramkarz tygodnia: 1-7 listopada 2010
- EIHL (2012/2013):
  - Piąte miejsce w klasyfikacji średniej goli straconych na mecz w sezonie regularnym: 2,88[16]
  - Drugie miejsce w klasyfikacji średniej goli straconych na mecz w fazie play-off: 2,52 (rozegrał dwa mecze)[17]
  - Pierwsze miejsce w klasyfikacji skuteczności interwencji w fazie play-off: 93,5% (rozegrał dwa mecze)
- CHL 2013/2014:
  - Drugie miejsce w klasyfikacji średniej goli straconych na mecz w fazie play-off: 2,20[18]
  - Drugie miejsce w klasyfikacji skuteczności interwencji w fazie play-off: 93,1%
- Polska Hokej Liga (2014/2015):
  - Trzecie miejsce w klasyfikacji skuteczności interwencji w sezonie zasadniczym: 93,5%
  - Drugie miejsce w klasyfikacji średniej goli straconych na mecz w sezonie zasadniczym: 1,85
  - Trzecie miejsce w klasyfikacji liczby meczów bez straty gola w sezonie zasadniczym: 4